# Jens Andreas Larsen
Jens Andreas Larsen (født 31. maj 1908 i Esbjerg, død 4. januar 1991 i Udby ved Ørsted) var en dansk læge. Han blev kandidat fra Københavns Universitet i 1934, var overlæge på Ørsted Sygehus 1951-1978 og formand for lægeforeningen 1964-1970. Chief medical officer CICR Yemen 1968, konstitueret chef for Det Danske Undervisningshospital Kinshasa, Zaire 1971-1972.
Gift 1934 med Else Fanny Mortensen (1903-2003). 

## Æresbevisninger
- Ridder af Dannebrog 1968.
- Dansk Røde Kors' Medalje 1949.
- Dansk Røde Kors' Hæderstegn 1974.
- Æresmedlem Dansk Røde Kors 1977.
- Barfred-Pedersens æresgave 1964.